# Аринкин (хутор)
Аринкин — хутор в Новооскольском районе Белгородской области. Входит в состав Глинновского сельского поселения.

## География
Находится в центральной части региона, в лесостепной зоне, в пределах юго-западного склона Среднерусской возвышенности, в одном километре от села Глинное, центра сельского поселения.

### Климат
Климат характеризуется как умеренно континентальный, с относительно мягкой зимой и тёплым продолжительным летом. Среднегодовая температура воздуха — 5,4 °C. Средняя температура воздуха самого холодного месяца (января) — −9,2 °C; самого тёплого месяца (июля) — 16,4 — 24,3 °C. Безморозный период длится в среднем 155—160 дней. Годовое количество атмосферных осадков — 527—595 мм, из которых большая часть выпадает в тёплый период.

## История
Основан в 1875 г. переселенцами из села Глинное.

## Инфраструктура
Основа экономики — сельское хозяйство.
Социальные объекты находится в селе Глинное.

## Транспорт
К хутору от села Глинное идёт просёлочная дорога.

## Население
| 2010 |
| ---- |
| 0    |